# Lotarinški kristal
Lotarinški kristal (znan tudi kot kristal Lotharjev ali Suzain kristal) je graviran dragulj iz Lotaringije v severovzhodni Evropi, ki prikazuje prizore biblijske zgodbe o Suzani (iz Danielove knjige), in sega v čas 855-869.  Lotarinški kristal je predmet v zbirki Britanskega muzeja.

## Opis
Prvotni element dela je krožni disk iz prozornega kremena (kamena strela), ki ima premer 11,5 centimetra. Ta je vvgraviran v gemo z osmimi prizori, ki prikazujejo zgodbo Suzane in starcev, ki je zapisana v Danielovi knjigi (vendar jo protestanti štejejo za del apokrifa).  Najprej je prikazano, da je Suzana lažno obtožena in jo starši obsojajo zaradi prešuštva s starcema. Daniel posega v izpraševanje starcev, odkrije njuno lažno pričanje in ju obsodi na smrt s kamenjanjem. V zadnjem prizoru je Suzana razglašena za nedolžno. Prizore spremljajo kratki napisi v latinščini, narisani iz Biblije Vulgate. 
Graviranje na kristalu je izvedeno v energičnem in izrazitem zgodnjesrednjeveškem reimškem slogu, ki izvira iz rokopisnih risb, kakršne so bile v Utrechtskem psalterju. Kristal je obdan s pozlačenim bakrenim cvetličnim okvirjem iz 15. stoletja, ki je bil nekdaj pripisan svetemu Eligiju (c. 588 - 660), zavetniku zlatarjev.

## Datacija
Na kristalu je napis LOTHARIVS REX FRANCORVM IVSSIT (dob. 'Lothar, kralj Frankov, je naročil'), ki se očitno nanaša na Lotarja II. Starejši Lotar je znan kot cesar, medtem ko se je mlajši, prav tako lastnik kristala, imenoval samo rex (kralj); zato je verjetno, da je nastal v času Lotarja II., verjetno sredi 9. stoletja, in je tako pozen primer karolinške umetnosti.

## Zgodovina
Zgodovina Lotarinškega kristala pred 10. stoletjem ni znana. Približno v tem času je bil zastavljen med grofom in kanonikom iz Reimsa v zameno za konja. Kanonik je nato zanikal posedovanje kristala.  Pozneje je bilo ugotovljeno, da je v njegovi lasti, ko je kanonik kadil zunaj stolnice, ko je bila postavljena. V pokori je ustanovil opatijo Waulsort (v današnji Belgiji), kjer je bil kristal do 18. stoletja. V delu tega obdobja so ga opati uporabljali, da so med mašo pritrdili svoje mašne plašče.
Leta 1793 so revolucionarne francoske sile oplenile Waulsort in vrgle kristal v reko Meuse, pri čemer so ga večkrat zlomili. V 19. stoletju so ga našli in odstranili dragulje. Ponovno se je pojavil v rokah belgijskega trgovca, ki je trdil, da so ga odstranili iz rečnega dna in ga prodali francoskemu zbiralcu za dvanajst frankov. Ta ga je prodal britanskemu liberalnemu politiku Ralphu Bernalu, ki je zanj plačal 10 funtov.  Leta 1855 ga je v imenu Britanskega muzeja kupil Augustus Wollaston Franks na dražbi Bernalove zbirke v Christie's za 267 funtov. 
Lotarinški kristal je bil leta 2010 predmet 53 v programu BBC Radio 4 Zgodovina sveta v 100 predmetih, ki ga je izbral in predstavil direktor Britanskega muzeja Neil MacGregor.

## Razlaga
Kristal je eden od majhnega števila karolinških graviranih draguljev, ustvarjenih za kroge okoli dvora, čeprav njegova oblika ne spominja na nobenega drugega. Dragulj z Lotarjevim portretom, ki je bil verjetno njegov osebni pečat, je bil vstavljen sto let po njegovi smrti v procesijski Lotarjev križ v stolnici v Aachnu.  Za kristalno funkcijo, pa tudi za njen pomen in pomen za lotarinški dvor, je bilo izpeljanih več razlag; njen pomen je nejasen in je bil predmet nenehnih polemik med učenjaki. 
Vsebina kristala namiguje, da naj bi bil prikazan nadvoru kot simbol kraljeve vloge pri dodeljevanju pravičnosti. Njegova zasnova je morda aluzija na nalepko o pravičnosti, ki jo je nosil Kohen Gadol (judovski visoki svečenik) . V tej razlagi je bil kristal morda poskus vizualno pokazati vladarjevo odgovornost do zagotavljanja pravičnosti, s pomočjo svetopisemske vzporednice, da ga spodbudi, da zagovarja ideal modrega vladanja, ki ga ponazarjajo pravični kralji iz Stare zaveze. Predmet kristala simbolizira idealiziran odnos med Cerkvijo in državo, pri čemer Suzana predstavlja Cerkev, ki jo s pravičnimi odločitvami vladarja varuje pred sovražniki.
Valerie Flint je trdila, da je kristal povezan z grozljivo ločitvijo Lotarja in njegove žene Teutberge, ki ju je obtožil, da sta storila incest in naredila splav. Upodablja maščevanje žene, ki je bila lažno obtožena spolnega zločina, vrsto skalnega kristala, iz katerega je izdelan, pa so Franki uporabili kot amulet. Flintova namiguje, da je bil kristal zasnovan leta 865, ko se je Lotar začasno spravil s svojo ženo, da bi kralju služil kot grajanje za njegovo vedenje in kot čar za zaščito kraljevega para pred zlom. 